# 9 декабря
9 декабря — 343-й день года (344-й в високосные годы) по григорианскому календарю.
До конца года остаётся 22 дня.
До 15 октября 1582 года — 9 декабря по юлианскому календарю, с 15 октября 1582 года — 9 декабря по григорианскому календарю.
В XX и XXI веках соответствует 26 ноября по юлианскому календарю.

## Праздники и памятные дни
См. также: Категория:Праздники 9 декабря

### Международные
- Международный день борьбы с коррупцией.
- Международный день памяти жертв геноцида[2].
- День Рождественской открытки[3].

### Национальные
- Россия — День Героев Отечества.

### Ведомственные
- Россия — День ведомственной (военизированной) охраны железнодорожного транспорта.

### Религиозные
Православие
—Память преподобного Алипия Столпника (640);
 — память освящения церкви великомученика Георгия Победоносца в Киеве (1051—1054);
 — память святителя Иннокентия (Кульчицкого), епископа Иркутского (1731);
 — память преподобного Иакова отшельника Сирийского (457);
 — память преподобного Стилиана Пафлагонского (V—VI в.);
 — память священномучеников Николая Замараева, Иоанна Виноградова, Георгия Колоколова, Назария Грибкова, Василия Агафоникова, Василия Колосова, Илии Зачатейского, Василия Студницына, Даниила Мещанинова, Михаила Зеленцовского, пресвитеров, преподобномученика Тихона (Бузова), архимандрита (1937);
 — память мученика Петра Царапкина (после 1937).

## События
См. также: Категория:События 9 декабря

### До XIX века
- 536 — Византийско-готские войны: остготский гарнизон Рима через Порта-дель-Пополо покинул город. В тот же день во главе отряда из 5 000 солдат через Ослиные ворота в город вошёл Велисарий. Таким образом, после 60 лет варварского владычества Рим снова стал римским.
- 1489 — взятие Базы войсками Фердинанда и Изабеллы после семимесячной защиты маврами — один из важнейших эпизодов в истории Реконкисты[6].

### XIX век
- 1824 — победой над армией испанских колонизаторов в битве при Аякучо обеспечена независимость Перу.
- 1836 — первая постановка в Петербурге оперы М. И. Глинки «Жизнь за царя» («Иван Сусанин»).
- 1842 — первая постановка оперы М. И. Глинки «Руслан и Людмила».

### XX век
- 1905
  - Провозглашена Красноярская республика.
  - Во Франции принят Закон о разделении церквей и государства.
- 1917
  - Первая мировая война: британцы заняли Иерусалим.
  - Курултай крымскотатарского народа провозгласил создание Крымской народной республики.
- 1929 — организовано Реологическое общество (англ. The Society of Rheology)[7].
- 1931 — утверждена Конституция Второй Испанской Республики.
- 1940 — Вторая мировая война: начало операции «Компас».
- 1941 — Вторая мировая война: освобождение советских городов Ельца и Венёва от немецких войск.
- 1948 — подписана Конвенция о предупреждении преступления геноцида и наказании за него.
- 1953 — компания General Electric объявила об увольнении всех сотрудников-коммунистов.
- 1960 — на канале ITV состоялась премьера британской мыльной оперы «Улица Коронации».
- 1961
  - Республика Танганьика провозгласила независимость от Великобритании.
  - В Иерусалиме израильский суд признаёт Адольфа Эйхмана виновным в преступлениях против человечества и приговаривает к смертной казни.
- 1968 — Дуглас Энгельбарт впервые публично продемонстрировал изобретённые им или в его лаборатории компьютерную мышь и гипертекст.
- 1987 — начало первой палестинской интифады.
- 1990 — победа на президентских выборах Леха Валенсы, ставшего первым выбранным напрямую президентом Польши.
- 1992 — началась миротворческая операция ООН в Сомали.

### XXI век
- 2001 — столкновение трёх грузовых поездов на станции Гонжа (Амурская область).
- 2003 — взрыв у гостиницы «Националь» в Москве, 6 погибших. Ответственность взял на себя Шамиль Басаев.
- 2005 — в Лондоне завершена эксплуатация на линейных маршрутах «Рутмастеров» — знаменитых двухэтажных красных автобусов.
- 2008 — патриарх Алексий II похоронен в Богоявленском соборе в Елохове в Москве.
- 2019 — извержение стратовулкана на новозеландском острове Уайт-Айленд унесло жизни 22 человек.
- 2024 — Сирийская опозиция победила власть Башара Асада

## Родились
См. также: Категория:Родившиеся 9 декабря

### До XIX века
- 439 — Мин-ди (или Лю Юй; ум. 472), 7-й император южнокитайской империи Сун (466—472).
- 1608 — Джон Мильтон (ум. 1674), английский поэт, политический деятель и мыслитель.
- 1712 — Савва Яковлев (ум. 1784), русский предприниматель, заводчик, меценат.
- 1717 — Иоганн Иоахим Винкельман (ум. 1768), немецкий искусствовед, основоположник современных представлений об античном искусстве.
- 1742 — Карл Вильгельм Шееле (ум. 1786), шведский химик, первооткрыватель кислорода.
- 1748 — Клод Луи Бертолле (ум. 1822), французский химик.
- 1763 — Алексей Оленин (ум. 1843), российский государственный деятель, историк, археолог, художник.
- 1773 — Арман Огюстен Луи де Коленкур (ум. 1827), французский генерал и дипломат, посланник Франции в России (1807—1811 гг.), мемуарист.

### XIX век
- 1832 — Адальберт Крюгер (ум. 1896), немецкий астроном.
- 1837 — Эмиль Вальдтейфель (ум. 1915), французский композитор, дирижёр и пианист.
- 1842
  - Николай Каразин (ум. 1909), русский художник-баталист и писатель.
  - Пётр Кропоткин (ум. 1921), русский теоретик анархизма, историк, литератор.
- 1845 — Джоэль Чандлер Харрис (ум. 1908), американский журналист, писатель, фольклорист, автор «Сказок дядюшки Римуса».
- 1846 — Николай Боголепов (ум. 1901), русский правовед-цивилист, министр народного просвещения в 1898—1901 гг.
- 1868 — Фриц Габер (ум. 1934), немецкий химик, синтезировавший аммиак, лауреат Нобелевской премии (1918).
- 1871 — Виктор Таланов (ум. 1936), русский советский учёный-растениевод, селекционер.
- 1882 — Николай Суханов (расстрелян в 1940), экономист, публицист, участник российского революционного движения.
- 1891 — Максим Богданович (ум. 1917), белорусский поэт, публицист, литературный критик, переводчик.
- 1895 — Долорес Ибаррури (ум. 1989), деятельница испанского и международного коммунистического движения.
- 1900 — Хасан Туфан (наст. имя Хисбулла Гульзизин-Хазратов-Кусинов; ум. 1981), татарский советский поэт, писатель.

### XX век
- 1905 — Далтон Трамбо (ум. 1976), американский писатель и киносценарист, лауреат двух премий «Оскар».
- 1906 — Грейс Хоппер (ум. 1992), американская женщина-учёный и контр-адмирал, разработчица первого в истории компилятора для языка программирования.
- 1915 — Элизабет Шварцкопф (ум. 2006), немецкая певица (сопрано).
- 1916 — Кирк Дуглас (при рожд. Исер Данило́вич; ум. 2020), американский актёр, лауреат премий «Оскар», «Золотой глобус» и др.
- 1917 — Джеймс Рейнуотер (ум. 1986), американский физик, лауреат Нобелевской премии (1975).
- 1919 — Уильям Нанн Липскомб (ум. 2011), американский химик, лауреат Нобелевской премии (1976).
- 1923 — Эннио де Кончини (ум. 2008), итальянский сценарист и кинорежиссёр, лауреат премии «Оскар».
- 1929 — Джон Кассаветис (ум. 1989), американский кинорежиссёр, актёр и сценарист.
- 1934
  - Леонид Волков (ум. 1995), советский хоккеист.
  - Мортен Грюнвальд (ум. 2018), датский актёр театра и кино, театральный режиссёр.
  - Джуди Денч, британская актриса театра и кино, обладательница премий «Оскар», «Золотой глобус», BAFTA и др.
- 1936 — Александр Иванов (ум. 1996), советский и российский поэт-пародист, ведущий телепередачи «Вокруг смеха».
- 1944 — Михаил Пиотровский, советский и российский историк-востоковед, академик, директор Эрмитажа (с 1992).
- 1946 — Соня Ганди, индийский политик, вдова бывшего премьер-министра Раджива Ганди.
- 1950 — Чары Гелдимурадов, туркменский журналист, переводчик, писатель и редактор, внёсший значительный вклад в развитие национальной литературы и искусства
- 1952 — Анатолий Вассерман, российский журналист, политконсультант, многократный победитель интеллектуальных телеигр.
- 1953
  - Татьяна Кравченко, советская и российская актриса театра и кино, народная артистка РФ.
  - Джон Малкович, американский актёр, режиссёр и продюсер, лауреат премии «Эмми».
- 1954 — Елена Мизулина, российский политик и государственный деятель, член Совета Федерации.
- 1956
  - Барух Гольдштейн (убит в 1994), израильский террорист-одиночка.
  - Имангали Тасмагамбетов, казахстанский государственный и политический деятель, премьер-министр Республики Казахстан (2002—2003), аким Атырауской области (1999—2000), городов Алматы (2004—2008) и Астаны (2008—2014), Генеральный секретарь ОДКБ (с 2023).
- 1957 — Донни Осмонд, американский певец и актёр, участник группы «The Osmonds».
- 1962 — Фелисити Хаффман, американская актриса, лауреат премий «Эмми», «Золотой глобус» и Гильдии киноактёров США.
- 1963
  - Зураб Жвания (погиб в 2005), премьер-министр Грузии (2003—2005).
  - Масако (при рожд. Масако Овада), супруга императора Японии Нарухито.
- 1964 — Пауль Ландерс (при рожд. Хайко Пауль Хирше), немецкий музыкант, ритм-гитарист группы Rammstein.
- 1969
  - Андрей Кавун, российский и украинский кинорежиссер и сценарист.
  - Биксант Лизаразю, французский футболист баскского происхождения, чемпион мира (1998) и Европы (2000).
- 1971 — Петр Недвед, чешский и канадский хоккеист, призёр Олимпийских игр (1994).
- 1972
  - Фабрис Санторо, французский теннисист, двукратный обладатель Кубка Дэвиса.
  - Тре Кул (наст. имя Фрэнк Эдвин Райт III), барабанщик американской панк-рок-группы «Green Day».
- 1973 — Венусте Нийонгабо, бурундийский бегун, олимпийский чемпион на дистанции 5000 метров (1996).
- 1978 — Гастон Гаудио, аргентинский теннисист, победитель Открытого чемпионата Франции 2004 года.
- 1979 — Айко Уэмура, японская фристайлистка (могул), двукратная чемпионка мира.
- 1980
  - Саймон Хелберг, американский актёр, комик.
  - Райдер Хешедаль, канадский велогонщик.
- 1981 — Марди Фиш, американский теннисист, бывшая седьмая ракетка мира, призёр Олимпийских игр (2004).
- 1983 — Дариуш Дудка, польский футболист.
- 1984 — Екатерина Варнава, российская актриса кино и телевидения, телеведущая.
- 1987 — Хикару Накамура, американский шахматист, гроссмейстер.
- 1988
  - Квадво Асамоа, ганский футболист, призёр Кубков африканский наций.
  - Вероника Виткова, чешская биатлонистка.
- 1991 — Йоханнес Ридцек, немецкий двоеборец, двукратный олимпийский чемпион, многократный чемпион мира.
- 1993 — Марк Макморрис, канадский сноубордист, трёхкратный призёр Олимпийских игр.
- 1996
  - Кайл Коннор, американский хоккеист.
  - Микейла Скиннер, американская гимнастка, чемпионка мира, призёр Олимпийских игр.

## Скончались
См. также: Категория:Умершие 9 декабря

### До XIX века
- 1048 — Абу Рейхан Мухаммед ибн Ахмед аль-Бируни (р. 973), среднеазиатский учёный-энциклопедист, мыслитель.
- 1437 — Сигизмунд I (р. 1368), король Венгрии и Хорватии (с 1387), король Германии (с 1410), король Чехии (с 1419), император Священной Римской империи (1433—1437).
- 1565 — Пий IV (в миру Джованни Анджело Медичи; р. 1499), 224-й папа римский (1559—1565).
- 1641 — Антонис ван Дейк (р. 1599), фламандский живописец, рисовальщик и гравёр.
- 1669 — Климент IX (в миру Джулио Роспильози; р. 1600), 238-й папа римский (1667—1669).
- 1718 — Винченцо Коронелли (р. 1650), итальянский картограф и энциклопедист.
- 1798 — Иоганн Рейнгольд Форстер (р. 1729), немецкий путешественник и натуралист.

### XIX век
- 1814 — Джозеф Брама (р. 1748), английский изобретатель, один из основателей гидротехники.
- 1854 — Жуан Батишта де Алмейда Гаррет (р. 1799), португальский поэт, драматург, писатель и политик.
- 1893 — Николай Тихонравов (р. 1832), русский литературовед, театровед, археограф, академик Петербургской АН, ректор Московского университета (1877—1883).

### XX век
- 1904 — Александр Пыпин (р. 1833), русский литературовед и этнограф, академик.
- 1906 — Фердинанд Брюнетьер (р. 1849), французский писатель, историк, теоретик литературы, критик.
- 1916
  - Теодюль Рибо (р. 1839), французский психолог и педагог, член Французской академии.
  - Нацумэ Сосэки (наст. имя Нацумэ Кинноскэ; р. 1867), японский писатель-прозаик и поэт.
- 1933 — погиб Глеб Ивашенцов (р. 1883), русский советский врач, инфекционист, организатор здравоохранения.
- 1936 — погиб Хуан де ла Сьерва (р. 1895), испанский изобретатель автожира.
- 1937 — Нильс Густав Дален (р. 1869), шведский изобретатель, основатель компании AGA, лауреат Нобелевской премии по физике (1912).
- 1941 — Дмитрий Мережковский (р. 1866), русский писатель, поэт, критик, переводчик, историк, религиозный философ.
- 1958 — Леон Орбели (р. 1882), российский и советский физиолог, академик, вице-президент АН СССР (1942—1946), один из создателей эволюционной физиологии.
- 1966 — Юрий Шапорин (р. 1887), композитор, дирижёр и педагог, народный артист СССР.
- 1969 — Сергей Столяров (р. 1911), актёр театра и кино, народный артист РСФСР.
- 1970 — Артём Микоян (р. 1905), советский авиаконструктор, дважды Герой Социалистического Труда.
- 1971
  - Ральф Банч (р. 1904), американский дипломат и правозащитник, лауреат Нобелевской премии мира (1950).
  - Всеволод Иванов (р. 1888), русский советский писатель, философ, историк, автор исторических произведений.
  - Сергей Конёнков (р. 1874), русский советский скульптор, график, педагог, народный художник СССР.
- 1972 — Уильям Дитерле (р. 1893), немецкий и американский кинорежиссёр и актёр.
- 1973
  - Лютфали Абдуллаев (р. 1914), азербайджанский советский актёр-комик.
  - Леонид Первомайский (наст. имя Илья Шлёмович Гуревич; р. 1908), украинский советский писатель.
- 1991 — Беренис Эббот (р. 1898), американская женщина-фотограф.
- 1994 — Макс Билль (р. 1908), швейцарский скульптор, художник-абстракционист, архитектор, дизайнер.
- 1996 — Мэри Лики (р. 1913), британский и кенийский антрополог и археолог, жена и соратница Луиса Лики.

### XXI век
- 2003 — Николай Саламов (р. 1922), осетинский и российский актёр, театральный режиссёр, драматург, народный артист СССР.
- 2004
  - Лиа Де Мэй (р. 1976), чешская порноактриса.
- 2005
  - Роберт Шекли (р. 1928), американский писатель-фантаст.
  - Ихил Шрайбман (р. 1913), еврейский советский писатель.
- 2010 — Борис Тищенко (р. 1939), композитор, народный артист РСФСР.
- 2017 — Леонид Броневой (р. 1928), актёр театра и кино, народный артист СССР.
- 2019 — Мари Фредрикссон (р. 1958), шведская певица, композитор, автор песен, пианистка, солистка поп-рок-группы «Roxette».
- 2020
  - Вячеслав Езепов (р. 1941), советский и российский актёр театра и кино, народный артист РСФСР и Украины.
  - Вячеслав Кебич (р. 1936), советский и белорусский партийный, государственный и политический деятель, премьер-министр Беларуси (1990—1994).
  - Паоло Росси (р. 1956), итальянский футболист, чемпион мира (1982).
  - Александр Самойлов (р. 1952), советский и российский актёр театра и кино, заслуженный артист РФ.

## Приметы
Егорий холодный. Юрьев день. Егорий зимний (другой Егорий — вешний, 6 мая). Егорий — Волчий заступник. Юрьев день осенний.
- В этот день некогда крепостные крестьяне имели право переменить себе хозяев[8].
- Волку зима на добычу.
- Что у волка в зубах, то Егорий дал.
- Сказана волку зима.
- Волки на Егория хаживают возле дворов, норовят скороминку ухватить.
- Коли близ жилья воет волк — к морозу.
- Мужик болеет и сохнет на Егорьев день.
- Старики слушали в этот день воду — бросали в прорубь горящие уголья из печи, угли шипели, вбирали в себя животворную силу речной воды. А после, из проруби ладонью зачерпнув несколько угольков, старики несли их курам и поросятам[9].